# Etxezarra
Etxezarra o Casa de Napoleó és una casa situada al barri d'Ariznabarra a Vitòria (País Basc).
El 1808, després de la derrota a Bailén i de la posterior fugida de Josep I Bonaparte de Madrid, Napoleó es va veure obligat a acudir a la península amb el gruix del seu exèrcit per reinstaurar al seu germà en el tron d'Espanya.
Al seu pas per Vitòria, l'emperador s'allotjà entre el 5 i el 9 de novembre de 1808 a Etxezarra de l'aleshores banquer Fernando de la Cuesta.